# Hampton (New Hampshire)
Hampton – miasto w Stanach Zjednoczonych, w stanie New Hampshire, w hrabstwie Rockingham.